# Witzhave
Witzhave (niederdeutsch Witthaav) ist eine Gemeinde im Kreis Stormarn in Schleswig-Holstein. Zur Gemeinde gehört der Ortsteil Heinrichshof.

## Geografie und Verkehr
Witzhave liegt etwa 20 km östlich von Hamburg. Die Bundesautobahn 24 verläuft durch die Gemeinde. Die Corbek, die Witzhaver Au, die Hahnenbek und die Bille fließen durch die Fläche der Gemeinde.
Die Buslinie 333 der VHH im Hamburger Verkehrsverbund verkehrt durch Witzhave. Dadurch besteht eine direkte Verbindung ins benachbarte Trittau, nach Hamburg und an die U-Bahn Linie U2 (U Steinfurther Allee) der Hamburger Hochbahn im HVV.

## Geschichte
Witzhave wurde 1248 erstmals erwähnt. Der Ort wurde um 1300 von den Holsteiner Grafen an das Kloster Reinbek verkauft. Er kam infolge der Reformation als Bestandteil des Amtes Trittau unter die Herrschaft der Herzöge von Schleswig-Holstein-Gottorp.

## Politik

### Gemeindevertretung
Bei der Kommunalwahl am 14. Mai 2023 wurden insgesamt 13 Sitze vergeben. Von diesen erhielt die Wählergemeinschaft Witzhave zwölf Sitze und ein Einzelbewerber einen Sitz.

### Bürgermeister
Bürgermeister ist Jens Feldhusen (WW).

### Wappen
Blasonierung: „In Grün ein silbernes reetgedecktes Bauernhaus in Vorderansicht, in den Oberecken begleitet von je einem dreiblättrigen goldenen Eichenzweig mit zwei Eicheln, im Schildfuß von einer gestürzten goldenen Gewandspange (Fibel), deren in der Mitte durchbrochener Bügel beiderseits in einer Hängespirale ausläuft.“

## Sehenswürdigkeiten
In der Liste der Kulturdenkmale in Witzhave stehen die in der Denkmalliste des Landes Schleswig-Holstein eingetragenen Kulturdenkmale.

## Wirtschaft
Die Gemeinde ist überwiegend landwirtschaftlich geprägt. Ortsansässig ist die Rako Etiketten GmbH & Co. KG, eine der größten Etikettendruckereien Europas.